# 福萨托塞拉尔塔
福萨托塞拉尔塔（義大利語：Fossato Serralta），是意大利卡坦扎罗省的一个市镇。总面积12平方公里，人口605人，人口密度50.4人/平方公里（2009年）。ISTAT代码为079052。